# Ion Chicu
Ion Chicu (Pîrjolteni, 28 de febrer de 1972) és un polític moldau que va exercir com a primer ministre de Moldàvia des de novembre de 2019 fins al desembre de 2020, després de la destitució de Maia Sandu en una moció de censura al Parlament de Moldàvia.

## Biografia
Va néixer el 28 de febrer de 1972 al poble de Pîrjolteni, ubicat al Districte de Călăraşi. Es va graduar de la Facultat d'Administració de l'Acadèmia d'Estudis Econòmics de Moldàvia. El 2005, va treballar com a director de la Direcció General de Reformes Estructurals del Ministeri d'Economia i Comerç. A mitjans de la dècada de 2000, va ser viceministre de Finances de Moldàvia. Des d'abril de 2008 fins a setembre de 2009, va ser el principal assessor estatal del primer ministre Vasile Tarlev sobre qüestions econòmiques i relacions exteriors. També va exercir com a president del Consell de Desenvolupament Estratègic de la Universitat Estatal de Medicina i Farmàcia Nicolae Testemiţanu i va treballar com a consultor en gestió de finances públiques en diversos projectes. El gener de 2018, va ser nomenat Secretari General del Ministeri d'Hisenda i al desembre d'aquest any es va convertir en Ministre d'Hisenda. Va renunciar a aquest càrrec durant la crisi constitucional moldava de 2019 que va fer caure al gabinet de Pavel Filip.

### Primer ministre de Moldàvia
Com a resultat de les eleccions legislatives de Moldàvia de 2019, el partit va quedar en primer lloc i el 8 de juny Zinaida Greceani fou escollida com a 12a presidenta del Parlament de Moldàvia i Maia Sandu Primera ministra de Moldàvia amb una coalició de Plataforma Dignitat i Veritat (PPDA), Partit d'Acció i Solidaritat (PAS) i PSRM provocant una breu crisi constitucional. El Partit Democràtic de Moldàvia (PDM) elevar una petició al Tribunal Suprem, al·legant que el govern no s'havia format a temps, doncs el termini acabava el 7 de juny, concloent que s'havien de celebrar eleccions anticipades. L'endemà, el Tribunal va suspendre el president de Moldàvia Igor Dodon per no haver dissolt el parlament, i va nomenar l'ex primer ministre Pavel Filip del PDM com a president en funcions, que va emetre immediatament un decret de dissolució del parlament, que el nou govern va considerar il·legal i el 15 de juny de 2019, el Tribunal Constitucional va revisar i declarar constitucionalment creat el Gabinet de Sandu.
Sandu fou destituïda en una moció de censura el 12 de novembre d'aquell mateix any per l'esborrany de llei assumit pel govern per delegar una part de les seves competències plenàries al primer ministre per proposar una "llista curta" amb els candidats al càrrec de fiscal general. El seu govern fou substituït per un govern de coalició entre PSRM i PDM encapçalat per Ion Chicu, del PDM amb el suport de poc més del 60% dels parlamentaris. El mateix dia va anunciar que el seu govern "compliria totes les obligacions de l'estat amb els socis externs i les organitzacions financeres internacionals, principalment el Fons Monetari Internacional i el Banc Mundial". En el moment del seu nomenament, el president Igor Dodon el va descriure com "un tecnòcrata, un professional que no ha estat en cap partit polític". L'endemà, el president Dodon el va presentar al gabinet, que incloïa a Victor Gaiciuc com a ministre de Defensa i Pavel Voicu com a ministre de l'Interior.
Chicu va dimitir el 23 de desembre de 2020 enmig de les protestes que reclamaven eleccions parlamentàries anticipades i va ser substituït per Aureliu Ciocoi el 31 de desembre de 2020.

### Després del govern
El 2021 va fundar el proeuropeu Partit del Desenvolupament i la Consolidació de Moldàvia, que no va aconseguir cap escó a les eleccions legislatives de Moldàvia de 2021.

## Vida familiar
Actualment està casat i té tres fills.